# Bayanhongor

Bayankhongor (mongol bichig : ᠪᠠᠶᠠᠨᠬᠣᠩᠭᠣᠷ
ᠬᠣᠲᠠ, mongol cyrillique : Баянхонгор хот, MNS 5217:2012 : Bayankhongor khot) est la capitale de la province de Bayankhongor en Mongolie.